# Akihide
Akihide, de son vrai nom Akihide Saitō (佐藤 彰秀, Saitō Yoshihide, né en 1977) est un guitariste japonais mais aussi un chanteur-compositeur et un illustrateur. Il est actuellement le guitariste du groupe Breakerz et commence une carrière solo. 

## Biographie
Akihide a commencé à jouer de la guitare à 14 ans grâce à son oncle. Celui-ci lui avait alors offert sa première guitare électrique.
En 1998, Akihide rejoint le groupe de rock Fairy Fore. Trois ans plus tard, le groupe signe en major. Puis en 2003, Akihide quitte le groupe. Il participe alors au live et à l'enregistrement de DAIGO ☆ STARDUST en tant que second guitariste. La même année, il fait aussi le live de Natchin (ex. Siam Shade) au même poste. Il publie sur internet un livre d'images: Moon Side Theater.
En 2004, il crée NeverLand dont il était le chanteur, le compositeur et le guitariste. En parallèle, il participe au live de Wild Wise Apes en tant que second guitariste. 
NeverLand étant dissout en 2007, Akihide crée avec Daigo et Shinpei Breakerz. Dans le même temps, il participe à l'enregistrement de deux morceaux d'Acid Black Cherry: Aishitenai et Fuyu no Maboroshi.
En 2012, il publie son premier livre d'images 「ある日 ココロが欠けました」.
En 2013, il annonce ses débuts en solo avec son album Amber. Du 15 juin au 7 juillet 2013, il fera sa première tournée solo au Japon.

## Discographie en solo
Albums
- Amber (05.06.2013)

## Discographie avecBreakerz
Albums
- Breakerz (25.07.2007)
- Crash & Build (05.12.2007)
- Big Bang! (26.11.2008)
- Fighterz (02.12.2009)
- Go (21.09.2011)

Mini Albums (In BREAKERZ)
- Ao no Mirai (アオノミライ, Pale Future?) (02.04.2008)
- B.R.Z Acoustic (Acoustic Mini Album) (08.04.2010)

Singles
- Summer Party|Summer Party / Last Emotion (09.07.2008)
- Sekai wa Odoru (Sekai wa Odoru / Shakunetsu, 世界は踊る／灼熱?) (24.09.2008)
- Angelic Smile|Angelic Smile / Winter Party (05.11.2008)
- Grand Finale (2009.18.02)
- Everlasting Luv (Everlasting Luv / Bambino, Everlasting Luv／Bambino 〜バンビーノ〜?) (04.08.2009)
- Hikari (Daigo song) (Hikari, 光?, Light) (15.07.2009)
- Love Fighter ~Koi no Battle~ (Love Fighter 〜恋のバトル〜?) (04.11.2009)
- Gekijou (Gekijou / hEaVeN, 激情／hEaVeN?, Passion) (14.07.2010)
- Bunny Love|Bunny Love / Real Love 2010 (03.11.2010)
- Tsukiyo no Itazura no Mahou (月夜の悪戯の魔法／Climber×Climber?) (27.04.2011)
- Last Pray (Last ✝ Pray／絶対! I Love You?) (13.07.2011)
- Miss Mystery (25.01.2012)

Livres d'images
- Moon Side Theater, 2003.
- 「ある日 ココロが欠けました」, 2012.